# غامضات (رتبة)
الغامضات (الاسم العلمي: Asaphida)، وهي رتبة كبيرة ومتنوعة شكليا من ثلاثيات الفصوص موجودة الطبقات البحرية في فترة الكامبري الأوسط وحتى انقرضت خلال العصر السيلوري.